# Cavacha
Le cavacha, également connu sous le nom de masini ya Kauka ou machine ya Kauka, est un type de rythme de batterie créé par Meridjo Belobi. C'est un rythme rapide généralement joué sur un kit de batterie, souvent avec la caisse claire ou le charleston. Des groupes zaïrois tels que Zaïko Langa Langa et Orchestre Shama Shama ont popularisé cette forme de rythme dans les années 1960 et 1970. Le rythme a été fortement repris dans d'autres genres musicaux africains tels que le Coupé-Décalé, le highlife ainsi que le zoblazo.
Le cavacha a été créé en 1971 par Meridjo Belobi. L'idée est d'abord venue d'Evoloko Jocker lors d'un voyage en train de Brazzaville à Pointe Noire au Congo Brazzaville. Le musicien a chanté tout au long du voyage sur le rythme du train. De retour à Kinshasa, Meridjo a proposé au groupe de créer un nouveau rythme musical basé sur le son d'un train. Tout le monde était d'accord et a travaillé dessus. Le résultat fut la naissance du cavacha. Localement en République Démocratique du Congo, le rythme cavacha est aussi appelé masini ya Kauka (signifiant littéralement en lingala : « le moteur de Kauka »), parce que le son produit par le rythme cavacha est similaire au bruit d'un train. Kauka est un quartier de la ville de Kinshasa où Meridjo Belobi est né et a grandi, mais aussi là où siège la société de transport Onatra, qui exploite des ferries et des trains.